# بیماری‌های تکرار سه‌تایی
بیماری‌های تکرار سه تایی (به انگلیسی: Trinucleotide repeat disorder) (همچنین به عنوان بیماری‌های توسعهٔ تکرار سه تایی، بیماری‌های توسعهٔ تکرار سه‌گانه یا بیماری‌های تکرار کدون می‌شناسند) یک گروه از بیماری‌های ژنتیکی هستند که به سبب توسعهٔ تکرارهای سه تایی به وجود می‌آید، یک نوع جهش در ژن اصلی باعث تجاوز تکرارهای سه تایی از حد نرمال (آستانه پایدار که در بسته به نوع ژن متفاوت است) می‌شود. این جهش زیرمجموعهٔ تکرارهای ناپایدار ریزماهواره‌ای است که در سراسر توالی‌های ژنومی اتفاق می‌افتد. اگر در یک ژن سالم تکرار وجود داشته باشد، جهش‌های پویا (داینامیک) ممکن است شمار تکرارها و شدت بیماری را در یک ژن ناقص افزایش دهد. تکرارهای سه تایی گاهی به عنوان جهش درجی (به انگلیسی: insertion mutation) دسته‌بندی می‌شوند و گاهی در دستهٔ جداگانه از جهش‌ها می‌باشند.

## انواع
در بیش از نیمی از این اختلالات، کدون تکراری CAGاست که در ناحیه ترجمه کدهای گلوتامین هستند و نتیجه آن ایجاد یک توالی پلی‌گلوتامینی است(polyglutamine tract). این بیماری‌ها را به‌طور معمول تحت عنوان بیماری‌های پلی‌گلوتامین می‌شناسند(polyglutamine (or PolyQ) diseases). سایر بیماری‌های تکرار کدون (بیماری‌های تکرار سه تایی) که گلوتامین را کد نمی‌کنند تحت عنوان بیماری‌های غیر پلی گلوتامین طبقه‌بندی می‌کنند(non-polyglutamine diseases).

### بیماری‌های پلی گلوتامین (Polyglutamine (PolyQ) Diseases)
| نام                                                            | ژن               | دامنه طبیعی (تکرارها) | دامنه بیماری زایی (تکرارها) |
| (DRPLA Dentatorubropallidoluysian atrophy)                     | ATN1 or DRPLA    | 6 - 35                | 49 - 88                     |
| HD (Huntington's disease)                                      | HTT (Huntingtin) | 6 - 35                | 36 - 250                    |
| SBMA (Spinal and bulbar muscular atrophy)                      | AR               | 9 - 36                | 38 - 62                     |
| SCA1 (Spinocerebellar ataxia Type 1)                           | ATXN1            | 6 - 35                | 49 - 88                     |
| SCA2 (Spinocerebellar ataxia Type 2)                           | ATXN2            | 14 - 32               | 33 - 77                     |
| SCA3 (Spinocerebellar ataxia Type 3 or Machado-Joseph disease) | ATXN3            | 12 - 40               | 55 - 86                     |
| SCA6 (Spinocerebellar ataxia Type 6)                           | CACNA1A          | 4 - 18                | 21 - 30                     |
| SCA7 (Spinocerebellar ataxia Type 7)                           | ATXN7            | 7 - 17                | 38 - 120                    |
| SCA17 (Spinocerebellar ataxia Type 17)                         | TBP              | 25 - 42               | 47 - 63                     |

### بیماری‌های غیر پلی گلوتامین(Non-Polyglutamine Diseases)
| نام                                                 | ژن                                        | رمز ژنتیکی    | دامنه طبیعی (تکرارها) | دامنه بیماری زایی (تکرارها) |
| FRAXA (Fragile X syndrome)                          | FMR1, on the X-chromosome                 | CGG           | 6 - 53                | 230+                        |
| FXTAS (Fragile X-associated tremor/ataxia syndrome) | FMR1, on the X-chromosome                 | CGG           | 6 - 53                | 55-200                      |
| FRAXE (Fragile XE mental retardation)               | AFF2 or FMR2, on the X-chromosome         | CCG           | 6 - 35                | 200+                        |
| FRDA (Friedreich's ataxia)                          | FXN or X25, (frataxin—reduced expression) | GAA           | 7 - 34                | 100+                        |
| DM (Myotonic dystrophy)                             | DMPK                                      | CTG           | 5 - 37                | 50+                         |
| SCA8 (Spinocerebellar ataxia Type 8)                | OSCA or SCA8                              | CTG           | 16 - 37               | 110 - 250                   |
| SCA12 (Spinocerebellar ataxia Type 12)              | PPP2R2B or SCA12                          | nnn On 5' end | 7 - 28                | 66 - 78                     |